# British Champions Sprint Stakes
Groupe 1
Les British Champions Sprint Stakes est une course hippique de plat se déroulant en octobre à Ascot en Angleterre.

## Caractéristiques et histoire
C'est une course de groupe 1 ouverte aux chevaux de 3 ans et plus, disputée sur la distance de 1 200 mètres. Elle se court le jour du "British Champions day", en même temps que la British Champions Long Distance Cup, les British Champions Fillies' and Mares' Stakes, les Queen Elizabeth II Stakes et les Champion Stakes. L'allocation s'élève à £ 500 000.
La première édition de cette course eut lieu en 1946, sous le nom de Diadem Stakes, en hommage à un champion des années 1910. Après l'instauration du système des groupes en 1971, les Diadem Stakes classés groupe 3, puis promu groupe 2 en 1996. La course a pris son appellation actuelle en 2011, quand fut créé le British Champions Day. Elle accède au statut groupe 1 en 2015. En 2020, Glen Shiel permet à Hollie Doyle de devenir la troisième femme jockey à remporter un groupe 1 sur les îles britanniques.

## Palmarès depuis 2015
| Année | Vainqueur          | S/A | Pays        | Père         | Jockey             | Entraîneur        | Propriétaire              | Deuxième       | Troisième          | Temps   |
| ----- | ------------------ | --- | ----------- | ------------ | ------------------ | ----------------- | ------------------------- | -------------- | ------------------ | ------- |
| 2024  | Kind of Blue       | M.3 | Royaume-Uni | Blue Point   | James Doyle        | James Fanshawe    | Wathnan Racing            | Swingalong     | Flora of Bermuda   | 1'17"22 |
| 2023  | Art Power          | H.6 | Royaume-Uni | Dark Angel   | David Allan        | Tim Easterby      | King Power Racing Co. Ltd | Kinross        | Spycatcher         | 1'16"92 |
| 2022  | Kinross            | M.4 | Royaume-Uni | Kingman      | Lanfranco Dettori  | Ralph Beckett     | Marc Chan                 | Run to Freedom | Creative Force     | 1'15"57 |
| 2021  | Creative Force     | H.3 | Royaume-Uni | Dubawi       | William Buick      | Charlie Appleby   | Godolphin                 | Glen Shiel     | Minzaal            | 1'13"79 |
| 2020  | Glen Shiel         | H.6 | Royaume-Uni | Pivotal      | Hollie Doyle       | Archie Watson     | Hambleton Racing & Co     | Brando         | One Master         | 1'16"74 |
| 2019  | Donjuan Triumphant | M.6 | Royaume-Uni | Dream Ahead  | Silvestre de Sousa | Andrew M. Balding | King Power Racing Co Ltd  | One Master     | Forever In Dreams  | 1'16"43 |
| 2018  | Sands of Mali      | M.3 | Royaume-Uni | Panis        | Paul Hanagan       | Richard Fahey     | The Cool Silk Partnership | Harry Angel    | Donjuan Triumphant | 1'14"23 |
| 2017  | Librisa Breeze     | H.5 | Royaume-Uni | Mount Nelson | Robert Winston     | Dean Ivory        | Tony Bloom                | Tasleet        | Caravaggio         | 1'16"78 |
| 2016  | The Tin Man        | H.4 | Royaume-Uni | Equiano      | Tom Queally        | James Fanshawe    | Billy Parish              | Growl          | Brando             | 1'12"11 |
| 2015  | Muhaarar           | M.3 | Royaume-Uni | Oasis Dream  | Paul Hanagan       | Charles B. Hills  | Hamdan Al Maktoum         | Twilight Son   | Danzeno            | 1'13"34 |